# فرودگاه شهری دلینو
فرودگاه شهری دلینو (به انگلیسی: Delano Municipal Airport) یک فرودگاه همگانی بهره‌برداری هوایی است که یک باند فرود آسفالت دارد و طول باند آن ۱۷۲۲ متر است. این فرودگاه در شهر دلانو، کالیفرنیا کشور ایالات متحده آمریکا قرار دارد و در ارتفاع ۹۶ متری از سطح دریا واقع شده‌است.